# Antykatony

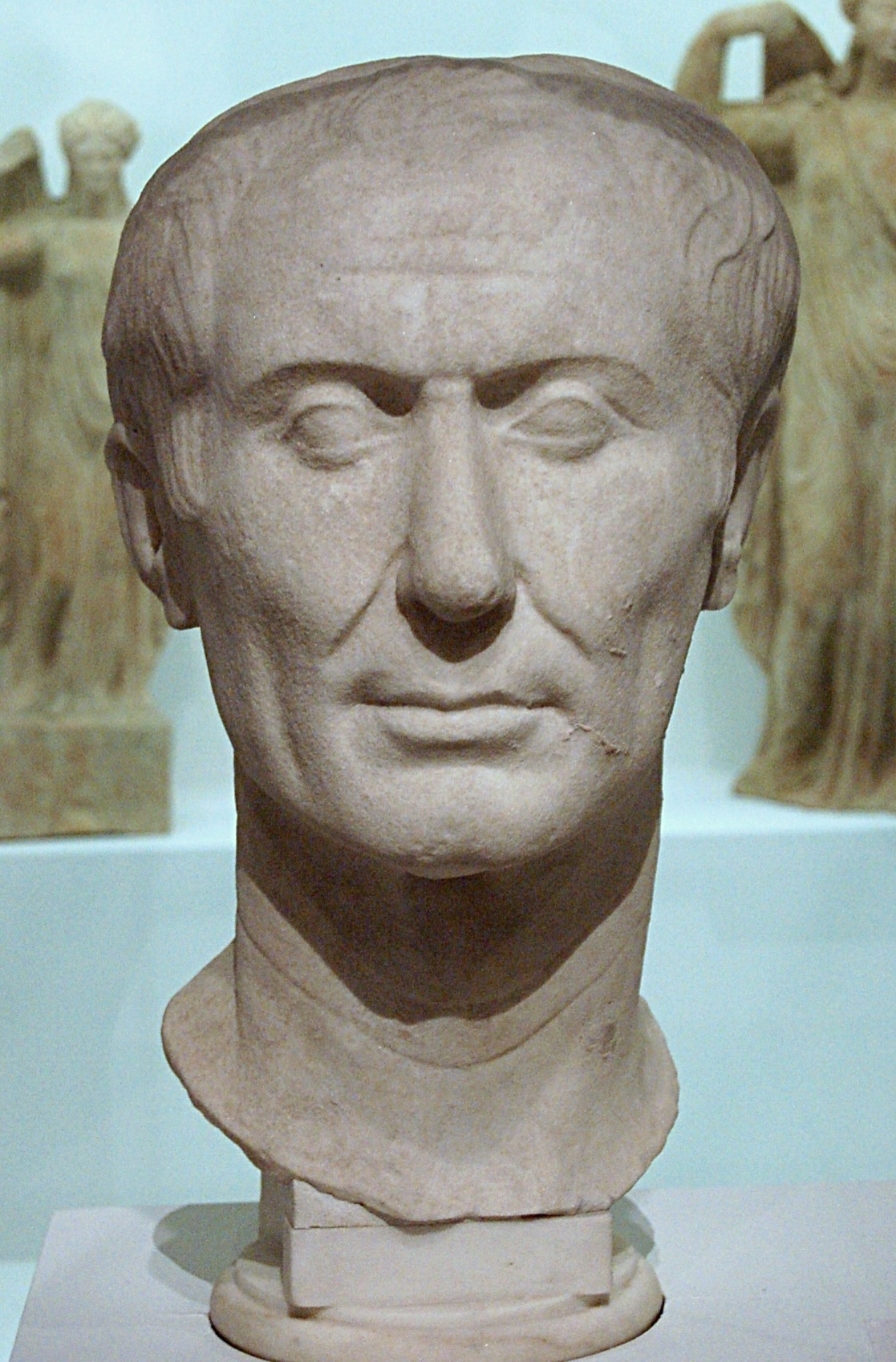
Tak zwany Portret tuskulański. Prawdopodobnie jedyne znane popiersie Juliusza Cezara wykonane za jego życia – w okresie, gdy pisał Antykatony

Antykatony (łac. Anticatones) lub Antykaton (łac. Anticato)  – zaginiony traktat polityczny w dwóch księgach autorstwa Gajusza Juliusza Cezara, napisany i opublikowany w roku 45 przed Chrystusem, który był polemiką z Pochwałą Katona Marka Tulliusza Cycerona. W dziele tym Cezar, ganiąc działalność publiczną i charakter  Marka Porcjusza Katona, przedstawił  główne zasady i cele swojego programu politycznego oraz skrytykował ustrój republiki rzymskiej. Do czasów nowożytnych przetrwały liczne cytaty i omówienia Antykatonów zachowane u autorów starożytnych.

## Okoliczności i czas powstania
Powstanie Antykatonów związane było ze sporem politycznym, jaki przez wiele lat toczyli ze sobą w starożytnym Rzymie Gajusz Juliusz Cezar i Marek Tulliusz Cyceron. Cezar poznał Cycerona podczas wspólnej nauki w szkole retorycznej na Rodos w roku 78. Mimo stosunkowo niewielkiej różnicy wieku, różnice w poglądach i charakterach spowodowały, że nie zaprzyjaźnili się. Polityczny spór między nimi rozpoczął się w roku 65. Marek Tulliusz wystąpił wówczas w senacie przeciwko zaproponowanemu przez Gajusza Juliusza projektowi wojny z Egiptem i przekazaniu Cezarowi dowództwa nad wojskami ekspedycyjnymi. Senat odrzucił, po mowie Cycerona, wniosek Cezara. Z kolei Cezar wystąpił przeciwko wyborowi Cycerona na konsula w roku 64. Gdy Cyceron zwalczył spisek Katyliny w roku 64, podczas decydującego o losach spiskowców posiedzenia senatu Cezar sprzeciwił się karze śmierci dla katylinarczyków, której domagał się Cyceron. Wniosek Cezara skrytykował Marek Porcjusz Katon, a senatorowie poparli Katona i Cycerona.
Cezar postanowił pozbyć się groźnego przeciwnika politycznego. Gdy w roku 58 jego wojska obozowały pod Rzymem, trybun ludowy Publiusz Klodiusz Pulcher przedstawił skierowany przeciwko Cyceronowi projekt uchwały, zgodnie z którym za skazanie obywatela rzymskiego bez wyroku sądowego groziło wygnanie. Projekt został odrzucony przez senat, jednak trybun zwołał poza miastem, w obozie wojskowym, zgromadzenie ludowe, na którym Cezar nakłonił urzędujących konsulów do zatwierdzenia uchwały bez zgody senatu. Cyceron musiał udać się na wygnanie. W roku 57, pod nieobecność Cezara, senat uchwalił odwołanie Cycerona z wygnania. Zwołane dla zatwierdzenia tej decyzji zgromadzenie ludowe zostało rozbite przez cezariańskie bojówki Klodiusza. Na ulicach Rzymu wybuchły krwawe walki między zwolennikami Cezara i Klodiusza a bojówkami, które zorganizował w obronie republiki i Cycerona inny trybun ludowy, Tytus Anniusz Milon.

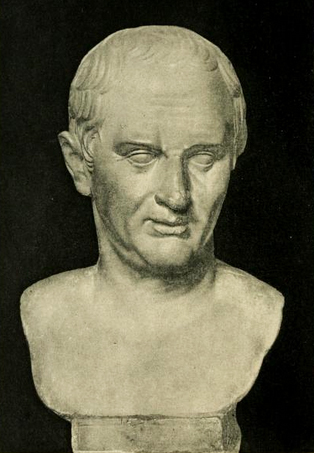
Popiersie Cycerona w wieku około 60 lat, w którym pisał Pochwałę Katona. Prawdopodobnie wykonane w I wieku. Muzeum Prado w Madrycie

Po powrocie z wygnania Cyceron przedłożył w senacie, w maju 56 roku, projekt prawa znoszącego reformy uchwalone pod naciskiem Cezara.  Wówczas w Luce Cezar spotkał się ze swoimi sojusznikami, aby ustalić, jakie kroki zastosować wobec Arpinaty. Marsz na Rzym jego wojsk był wówczas mało realny, zdecydował się więc zawrzeć z mówcą kompromis. Ustrój republikański Rzymu miał zostać zachowany, a senat nadal sprawować władzę nad Rzymem i Italią; Cyceron miał natomiast powstrzymać się przed uderzaniem w interesy Cezara oraz wycofać wszystkie projekty uchwał, które tym interesom zagrażały. Zawarty wówczas kompromis był przestrzegany przez obie strony przez kilka następnych lat.
Podczas wojny Cezara z Pompejuszem, Cyceron przesłał 5 lutego 49 roku list do Cezara z zapewnieniem, że nie bierze udziału we wrogich mu poczynaniach oraz wezwał go by miał wzgląd na dobro ojczyzny i pogodził się z Pompejuszem. Cezar, nie pytając o zgodę, opublikował ten prywatny list i postanowił wykorzystać Cycerona w roli mediatora. 28 marca 48 roku obaj spotkali się w Formii, ale Cyceron nie zaakceptował opanowania Italii przez Cezara i odmówił poparcia dla jego rządów nad Rzymem. Po pokonaniu Pompejusza Cezar, któremu zależało na pozyskaniu wielkiego mówcy, w kwietniu 47 roku wysłał z Egiptu uprzejmy list do Cycerona, zapewniając go, że może pozostać takim samym jak zawsze. Spotkanie Cycerona ze zwycięskim Cezarem opisał szczegółowo Plutarch: A kiedy wreszcie nadeszła wiadomość, że Cezar wpłynął do Tarentu i stamtąd maszeruje lądem do Brundisium, Cyceron wyruszył mu naprzeciw, nie tracąc bynajmniej nadziei, choć wstydem przejmowała go myśl, że wobec tylu świadków wystawi się na próbę w spotkaniu ze zwycięskim przeciwnikiem. Tymczasem nie musiał ani powiedzieć, ani zrobić nic upokarzającego. Cezar bowiem, zobaczywszy z daleka, że Cyceron wyprzedza innych, idąc mu naprzeciw, zsiadł z konia, przyjaźnie go pozdrowił i z nim tylko rozmawiając, przeszedł spory szmat drogi. Cezar zapewnił, że nie będzie stosował represji wobec Cycerona, o ile ten nie będzie występował przeciwko niemu. Obaj powrócili razem do Rzymu.
Po zwycięstwie Juliusza Cezara w bitwie pod Tapsus 20 kwietnia 46 roku, samobójstwo popełnił przyjaciel Cycerona, Marek Porcjusz Katon, który wolał śmierć, niż widok upadającej republiki. Z początkiem lipca Cyceron ukończył poświęconą przyjacielowi, aluzyjnie antycezariańską Pochwałę Katona. W tym czasie Cezar był jeszcze w drodze powrotnej z Afryki do stolicy, więc Cyceron postanowił wstrzymać się z publikacją. Nie wydał gotowego dzieła po powrocie Cezara do Italii 25 lipca. Namawiał w tym czasie Cezara do przywrócenia republiki. Kiedy jednak, po wydaniu antyrepublikańskich rozporządzeń,  5 listopada Cezar ponownie opuścił Rzym, udając się z wyprawą wojskową do Hiszpanii,  Cyceron zdecydował się opublikować Pochwałę. Nie zaatakował w niej bezpośrednio Cezara, wychwalał jednak wartości republikańskie a krytykował dyktaturę.
Dzieło Cycerona było rozchwytywane w Rzymie i wywołało wysyp tak zwanych katonów, czyli prac, w których autorzy pod pozorem pochwał Katona, krytykowali politykę Cezara. Zaniepokoiło to Cezara walczącego w Hiszpanii. Polecił swoim zwolennikom pisać antykatony, w których ganiono działalność i charakter Marka Porcjusza, pod tym pretekstem atakując przeciwników polityki Cezara.
Różne antykatony, pisane przez cezarian, nie zadowoliły samego Cezara. Podczas bitwy pod Mundą, w marcu 45 roku, zaczął pisać własną polemikę.  Ukończył ją najpóźniej w sierpniu, gdyż we wrześniu przesłał ją wraz z listem Cyceronowi a także polecił opublikować w Rzymie.

## Zawartość

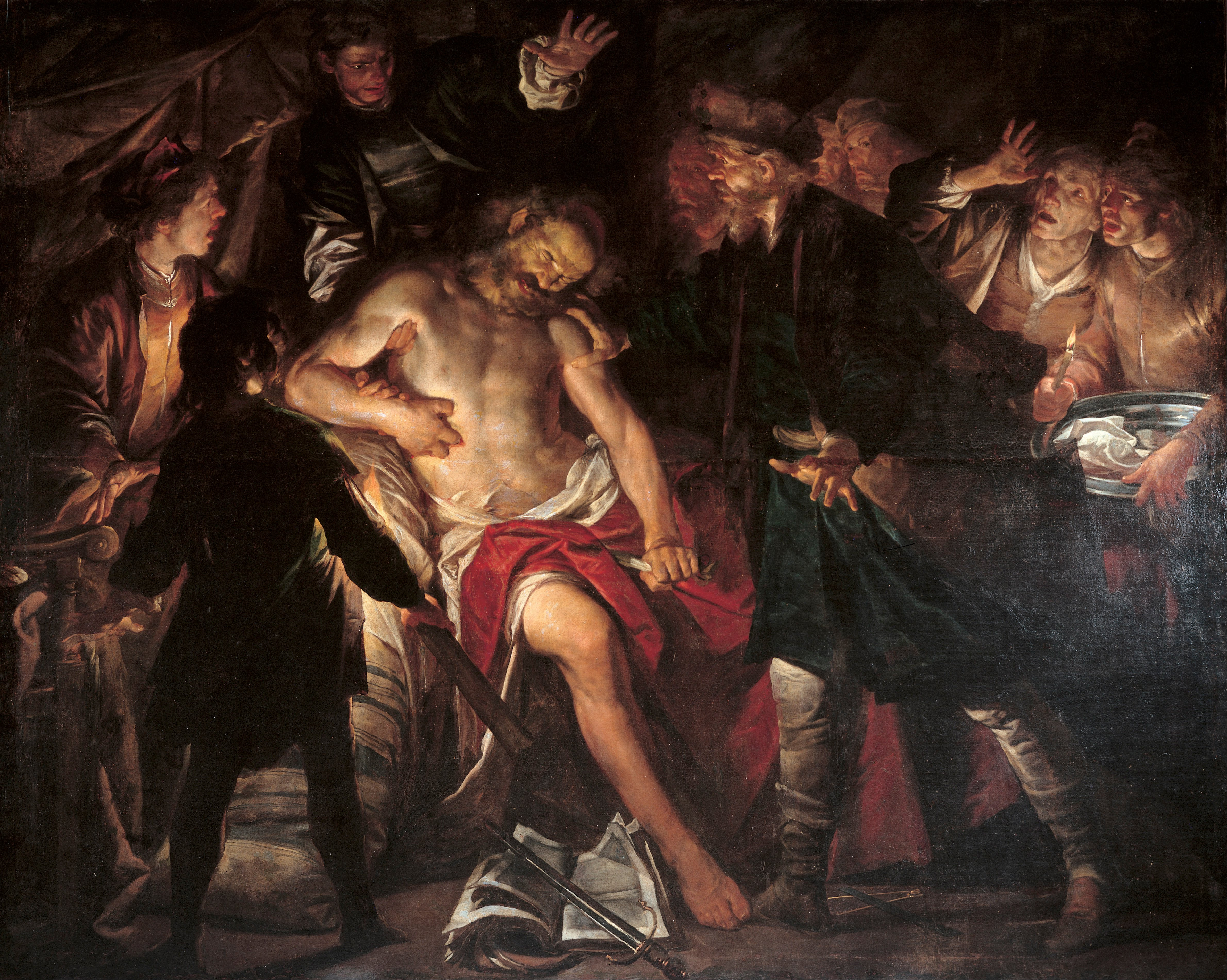
Śmierć Katona – obraz olejny Gioacchino Assereto z około 1640 roku. Musei di Strada Nuova w Genui

Po wstępnych słowach pełnych szacunku dla Cycerona, w których usprawiedliwiał się, że człowiek wojny ośmiela się podjąć walkę z największym stylistą, Cezar zaatakował charakter, czyny i republikańskie poglądy polityczne Marka Porcjusza Katona. Zastosował w swoim traktacie reguły charakterystyczne dla retorycznej nagany, jednak przeprowadził w nim nie tylko oskarżenie Katona, ale przede wszystkim obronę własnych poglądów i realizowanej polityki.
O ile Pochwała była w swojej formie rejestrem cnót jej bohatera, to dzieło Cezara było odpowiadającym jej rejestrem wad Katona. Skoro Cyceron wychwalał cnoty polityczne Katona, to Cezar wykazywał, że Katon cnót tych nie posiadał, a wręcz przeciwnie – był człowiekiem, którego życie cnotom tym przeczyło. Do republikańskich cnót Marka Porcjusza, wymienionych przez Arpinatę, należały  temperantia (umiarkowanie), iustitia (sprawiedliwość), pietas (pobożność), continentia (powściągliwość) oraz constantia (stałość). Zgodnie z tym podziałem, w Antykatonach Cezar opisywał kolejne, odpowiadające im wady, wykazując zdegenerowanie Katona w życiu osobistym i publicznym.
Cyceron wychwalał opanowanie i umiarkowanie Katona, więc Cezar napisał o jego pijackich ekscesach i stosunkach seksualnych z przyrodnią siostrą Serwillą, matką Brutusa. Podczas gdy Cyceron opisywał bezinteresowność Katona, Cezar podał przykłady jego chciwości i skąpstwa. Opowiedział między innymi, jak to po śmierci i kremacji własnego brata, Katon odcedzał sitkiem złoto z prochów zmarłego. Przytoczył opowieść o rozwodzie Katona z Marcją – Katon wyswatał swoją żonę  umierającemu Hortensjuszowi, aby po śmierci tego ostatniego zagarnąć jego majątek, żeniąc się z Marcją ponownie. Podawał liczne przykłady pychy, arogancji, okrucieństwa i wybujałych ambicji politycznych Katona. W podsumowaniu Cezar stwierdził, że Katon był egoistą pozbawionym wyższych uczuć, człowiekiem okrutnym nawet dla własnej rodziny, do tego pijakiem i skąpcem.
Jednak w istocie Cezar nie tyle oskarżał Katona, co pod pretekstem jego nagany wyłożył podstawowe zasady i cele własnej polityki oraz skrytykował dotychczasowy ustrój republiki rzymskiej. Jego zdaniem ustrój ten służył jedynie ugruntowaniu bogactwa i władzy politycznej wąskiej grupy tak zwanych najlepszych (optymatów). Rejestr wad Katona został w traktacie  powiązany z barwnym opisem zdegenerowania rodów senatorskich rządzących Rzymem. 
Według Cezara, ta skorumpowana, zdemoralizowana i zapatrzona w siebie elita panowała nad republiką dzięki przestarzałym zasadom prawnym, pilnując przy tym wyłącznie własnych interesów i prowadząc państwo do upadku. W tym czasie lud rzymski nie czerpał korzyści z bogactwa państwa, a wręcz przeciwnie – w Rzymie i całej Italii nasiliły się bieda i niesprawiedliwość. Do tego walczący w obronie republiki żołnierze byli źle opłacani, a po powrocie do domów czekała ich najczęściej nędza. 
Dlatego – jak twierdził Cezar w Antykatonach – należało przebudować ustrój Rzymu i przeprowadzić szereg zmian w interesie ludu rzymskiego. Do podstawowych, niezbędnych reform zaliczył Cezar powszechne oddłużenie obywateli rzymskich oraz przeprowadzenie reformy rolnej, w której wielkie senatorskie majątki ziemskie  zostałyby rozparcelowane pomiędzy weteranów, bezrolnych chłopów oraz biednych mieszkańców miast. Cezar wykazywał na przykładach z historii Rzymu, że reformy takie wprowadzić mogła tylko silna, oparta na wojsku władza państwowa, która byłaby w stanie narzucić nowe prawa oraz złamać opór elit rzymskich.

## Recepcja

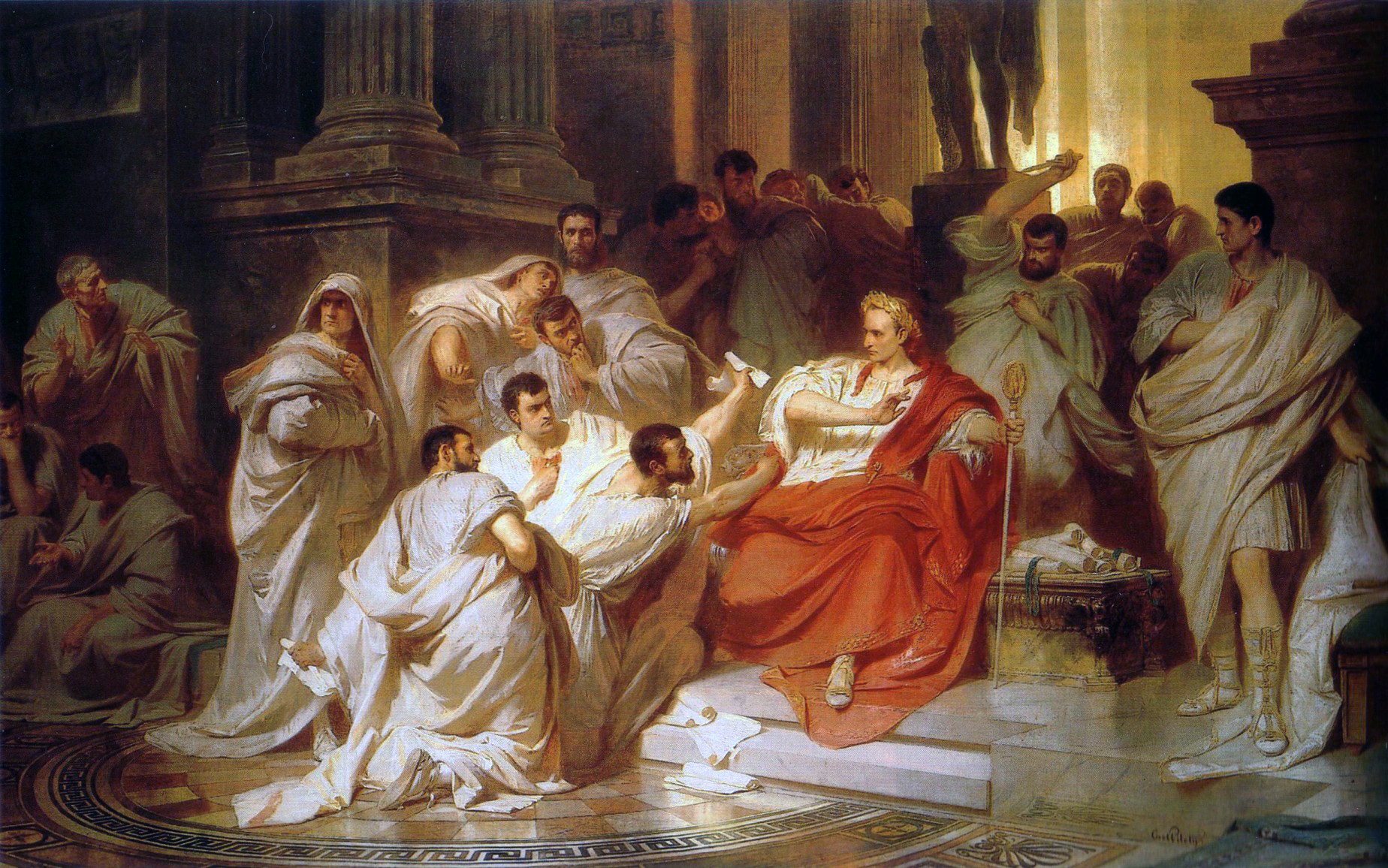
Morderstwo Cezara – obraz olejny Karla Theodora von Piloty z 1865 roku. Niedersächsisches Landesmuseum w Hanowerze

Nie chcąc zaogniać stosunków z Cezarem, Cyceron pochwalił wartości literackie pisma Cezara. Napisałem do niego, jak równy do równego. Cenię – jak ci to już powiedziałem – jego dwie księgi przeciw Katonowi, nie ma więc pochlebstwa w moich słowach, choć tak je sformułowałem, że niczego nie będzie czytał z większą przyjemnością – stwierdził Cyceron w liście do Attyka. Arpinata wysłał nawet we wrześniu do Hiszpanii swojego przyjaciela Gnejusza Korneliusza Dolabellę, aby ten osobiście doręczył list z recenzją, a także poinformował Cezara o pozytywnych opiniach na tematach Antykatonów, które Cyceron wygłaszał publicznie w Rzymie. 
Cezar powrócił do Rzymu w październiku. Unikał tam Cycerona i zaczął wprowadzać w życie program polityczny zakreślony na kartach Antykatonów. W jednym z prywatnych listów Cyceron żalił się na otwarte niszczenie zasad prawnych republiki: Nie uwierzysz, za jaką hańbę uważam to, że patrzę na wszystko, co się tutaj dzieje (...) Przykro o tym słuchać, ale jednak znośniej, niż patrzeć na to własnymi oczyma. (...) Cezar zgromadził komicja centurialne i o drugiej po południu ogłosił wybór nowego konsula, który miał urzędować do pierwszego stycznia, to znaczy do następnego dnia. (...) Wyda ci się to rzeczą śmieszną, bo nie byłeś tutaj. Gdybyś patrzył na to, ledwie byś się mógł powstrzymać od łez. Cóż dopiero, gdybym ci inne rzeczy opisał. Podobnych faktów jest tutaj moc.
Dopiero po zamordowaniu Cezara w idy marcowe 44 roku, Cyceron w Topikach publicznie po raz pierwszy skrytykował dzieło Cezara: Albo można zaprzeczyć, że istotnie stało się to, co jest przedmiotem pochwały, albo nazwać inaczej, niż uczynił to wychwalający, albo twierdzić, że rzecz w ogóle nie jest godna pochwały, gdyż została dokonana wbrew słuszności lub wbrew prawu. Wszystkimi tymi chwytami niezwykle bezwstydnie posłużył się Cezar, polemizując z moim „Katonem”.
Jeszcze na początku II wieku dzieło Cezara było powszechnie czytane, o czym zaświadczył Plutarch: Jakkolwiek ta Cezara łaskawość w stosunku do Cycerona, Brutusa i tylu tysięcy innych, którzy walczyli po stronie jego wrogów, świadczy o tym, że i „Antykatony” zostały napisane nie z nienawiści do Katona, lecz ze względów politycznych. (...) Cyceron napisał pochwałę Katona zatytułowaną jego imieniem. (...) Cezar czuł się tym dotknięty i uważał, że jest to oskarżenie przeciwko niemu. Odpowiedział więc innym dziełem. (...) Oba one mają wielu gorliwych czytelników.
Chociaż nie zachował się do czasów nowożytnych żaden dłuższy fragment Antykatonów, to treść tego dzieła jest znana bardzo dobrze. Traktat Cezara był bowiem wielokrotnie cytowany i omawiany przez bardzo wielu autorów starożytnych. Część z nich wyrażała negatywne opinie na temat wartości literackiej dzieła. Ostatnie znane współcześnie cytaty z traktatu pochodzą z VI wieku, najprawdopodobniej więc rękopisy Antykatonów zaginęły po tym okresie.
Większość autorów starożytnych używa tytułu Anticatones, chociaż niektórzy nazywali dzieło Anticato. Na przykład Juwenalis tytułował dzieło duo Caesaris Anticatones, a Marcjan Kapella duobus voluminibus Caesar accusans. Natomiast Pryscjan cytował pierwszą księgę jako in Anticatone priore. Tytuł używany w liczbie mnogiej wywodzi się więc najprawdopodobniej stąd, że traktat Cezara składał się z dwóch ksiąg.